# Trần Mộc Thắng
Trần Mộc Thắng (giản thể: 陈木胜; phồn thể: 陳木勝; bính âm: Chén Mùshèng; Việt bính: Can4 Meok6 Sing3, tiếng Anh: Benny Chan Muk-sing, 24 tháng 10 năm 1961 – 23 tháng 8 năm 2020) là một cố nhà làm phim người Hồng Kông. Nổi tiếng nhờ những đóng góp của ông trong các bộ phim thuộc thể loại hành động – tội phạm, ông được đánh giá là một trong những nhà làm phim xuất sắc nhất của điện ảnh Hồng Kông trong thế hệ của mình.
Khởi đầu sự nghiệp ở mảng phim truyền hình vào năm 1981, ông chuyển hướng sang mảng phim điện ảnh khi cho ra mắt bộ phim đầu tay của mình mang tên Hổ huyệt cơ binh (1986). Ông dần được công chúng biết đến qua các tác phẩm gồm Thiên nhược hữu tình (1990), Đội xung phong (1996), Tôi là ai? (1997), Tân câu chuyện cảnh sát (2004), Kế hoạch Baby (2006), Toàn thành giới bị (2010), Tân Thiếu Lâm tự (2011), Cuộc chiến á phiện (2013), Huyết chiến (2016), và Nộ hỏa (2021).
Trong suốt sự nghiệp của mình, ông đã từng sáu lần được đề cử ở hạng mục Đạo diễn xuất sắc nhất và Phim hay nhất tại giải thưởng điện ảnh Hồng Kông. Sau khi ông mất, tác phẩm Nộ hỏa của ông đã giành được hạng mục Phim hay nhất tại giải thưởng điện ảnh Hồng Kông lần thứ 40 và cá nhân ông cũng được xướng tên truy tặng hạng mục Đạo diễn xuất sắc nhất cùng thời điểm.

## Cuộc đời và sự nghiệp

### 1981 – 1989: Những năm đầu ở mảng phim truyền hình
Sinh ra và lớn lên tại Cửu Long, Hồng Kông, Trần Mộc Thắng khởi đầu sự nghiệp trên mảng truyền hình. Năm 1981, ông được nhận giữ vị trí trợ lý đạo diễn tại Đài truyền hình Lệ Đích (tiền thân của Đài Truyền hình Á Châu ngày nay). Năm 1982, ông gia nhập làng TVB với tư cách là trợ lý sản xuất cho các bộ phim truyền hình. Chính tại nơi này mà ông đã gặp và sau này trở thành người trợ lý thân cận nhất của đạo diễn Đỗ Kỳ Phong.
Từ năm 1985, Trần Mộc Thắng bắt đầu thực hiện đạo diễn các bộ phim truyền hình mà nổi bật nhất là ông viết kịch bản kiêm đạo diễn cho bản truyền hình năm 1985 của Tuyết sơn phi hồ. Từ năm 1987 đến năm 1989, ông vừa làm đạo diễn, vừa làm giám đốc sản xuất cho các bộ phim truyền hình tại Đài Truyền hình Á Châu song song với TVB.

### 1988 – 1999: Chào sân lần đầu và những thành công đầu tiên
Năm 1988, Trần Mộc Thắng chào sân điện ảnh với tác phẩm đầu tay có tựa là Hổ huyệt cơ binh. Tuy nhiên, sự nghiệp làm phim của ông chỉ thực sự lên tầm cao mới khi ông ra mắt tác phẩm do chính ông đạo diễn và được đồng nghiệp Đỗ Kỳ Phong sản xuất, có tựa đề là Thiên nhược hữu tình. Thành công của tác phẩm này đã giúp cho cả hai bật đèn xanh cho phần phim tiếp theo có tựa là Thiên nhược hữu tình 2.
Năm 1995, Trần Mộc Thắng ngừng làm phim điện ảnh, trở về mảng phim truyền hình và ông đã cho ra mắt bộ phim truyền hình mới, đó là bản truyền hình năm 1995 của Tinh Võ Môn. Trong khoảng thời gian này, ông đã viết kịch bản, đạo diễn và sản xuất một số bộ phim điện ảnh khác như Đội xung phong, Đặc cảnh tân nhân loại, Tôi là ai?. Tuy nhiên, đỉnh cao sự nghiệp của ông được thể hiện qua tác phẩm Đội xung phong, qua đó giúp bản thân ông được đề cử ở hạng mục Đạo diễn xuất sắc nhất tại Giải thưởng Điện ảnh Hồng Kông lần thứ 16. Cũng trong buổi lễ này và cả giải Kim Mã, tác phẩm cũng đã đoạt giải Dựng phim xuất sắc nhất.

### 2000 – 2020: Khẳng định tên tuổi và những năm cuối đời
Kể từ sau thành công của các tác phẩm ở thập niên 90, Trần Mộc Thắng tiếp tục hợp tác với Thành Long để cho ra mắt các bộ phim tạo dấu ấn gồm Kế hoạch Baby, Tân câu chuyện cảnh sát và Tân Thiếu Lâm tự. Trong đó, tác phẩm Tân câu chuyện cảnh sát đã giúp ông lần thứ ba đề cử cho hạng mục Đạo diễn xuất sắc nhất tại Giải thưởng Điện ảnh Hồng Kông lần thứ 24 (lần thứ hai là dành cho tác phẩm Song hùng) và bộ phim còn được đề cử ở hạng mục Phim hay nhất.
Trong khoảng thời gian này, ông đã dần chuyển hướng sang các tác phẩm hành động – võ thuật kết hợp với hình sự – chính kịch, mang đến một làn gió mới vào phong cách làm phim của ông. Các tác phẩm tiêu biểu của ông phải kể đến trong thời điểm này gồm Song hùng, Thiện ác đối đầu, Bản sắc anh hùng, Xin đừng gác máy và Cuộc chiến á phiện. Tác phẩm Cuộc chiến á phiện đã giúp ông lần thứ năm được đề cử ở hạng mục Đạo diễn xuất sắc nhất tại Giải thưởng Điện ảnh Hồng Kông lần thứ 33 (lần thứ tư là dành cho tác phẩm Xin đừng gác máy), bộ phim sau đó còn được đề cử ở hạng mục Phim hay nhất. Ngoài ra ông có làm hai bộ phim về đề tài chính kịch gồm Siêu mèo và Cô hiệu trưởng của năm đứa bé. Tác phẩm cuối cùng mà ông thực hiện trước khi từ trần là tác phẩm Nộ hỏa, được công chiếu vào năm 2021.

## Qua đời

Trần Mộc Thắng tại hậu trường của bộ phim Huyết chiến.

Năm 2019, truyền thông Hồng Kông cho biết, trong thời gian làm tác phẩm Nộ hỏa, sức khỏe của Trần Mộc Thắng đã có dấu hiệu bất ổn. Ngay sau đó, ông đi khám bệnh và bị chẩn đoán mắc ung thư vòm họng giai đoạn cuối. Tuy nhiên, vị đạo diễn vẫn tiếp tục làm việc tới khi hoàn tất các cảnh quay và chỉ giao phần hậu kỳ cho người khác đảm nhận.
Tờ On cho biết, lúc đầu ông được điều trị tại Bệnh viện Thân vương xứ Wales ở quận Sa Điền. Do đại dịch COVID-19 vẫn còn đang lan rộng nên việc chăm sóc, thăm nom nam đạo diễn của người thân và bạn bè gặp nhiều bất tiện, vì thế ông được chủ tịch của Tập đoàn Anh Hoàng là Dương Thụ Thành sắp xếp chuyển tới Bệnh viện Dưỡng Hòa ở quận Loan Tể. Tuy nhiên, do tình trạng ung thư đã lan rộng cộng với sức khỏe ngày càng suy kiệt, ông đã qua đời chỉ sau hai ngày chuyển viện.

### Tưởng nhớ
Tối ngày 4 tháng 9 năm 2020, lễ tang đạo diễn Trần Mộc Thắng diễn ra tại nhà thờ Công giáo St. Benedict. Do đại dịch, gia đình hạn chế số lượng người tới viếng, chỉ có số ít người thân, bạn bè và nghệ sĩ trong giới giải trí có mặt. Các nghệ sĩ trong làng giải trí Hồng Kông đã đến để bày tỏ sự thành kính và tiếc thương sâu sắc cho ông.

## Danh sách phim

### Phim điện ảnh
| Năm  | Phim                          | Vai trò  | Vai trò  | Vai trò           | Ghi chú                      |
| Năm  | Phim                          | Đạo diễn | Kịch bản | Sản xuất          | Ghi chú                      |
| ---- | ----------------------------- | -------- | -------- | ----------------- | ---------------------------- |
| 1987 | Goodbye Darling               | Không    | Không    | Giám đốc sản xuất |                              |
| 1988 | Hổ huyệt cơ binh              | Có       | Không    | Không             |                              |
| 1988 | Fatal Love                    | Không    | Không    | Giám đốc sản xuất |                              |
| 1990 | Thiên nhược hữu tình          | Có       | Không    | Không             |                              |
| 1991 | Đới tử hồng lang              | Có       | Không    | Không             |                              |
| 1992 | Anh hùng thứ thiệt            | Có       | Không    | Không             |                              |
| 1993 | Tân tiên hạc thần trâm        | Có       | Không    | Không             |                              |
| 1993 | Thiên nhược hữu tình 2        | Có       | Không    | Không             |                              |
| 1994 | Thương thành ký               | Có       | Không    | Không             |                              |
| 1995 | Hoan lạc thời quang           | Có       | Không    | Không             | Diễn viên khách mời          |
| 1995 | Dưới trời truy nã             | Có       | Không    | Có                |                              |
| 1996 | Đội xung phong                | Có       | Có       | Có                |                              |
| 1996 | They Don't Care About Us      | Không    | Không    | Có                |                              |
| 1998 | Tôi là ai?                    | Có       | Không    | Không             |                              |
| 1999 | Đặc cảnh tân nhân loại        | Có       | Có       | Có                |                              |
| 1998 | Đặc cảnh tân nhân loại 2      | Có       | Không    | Có                | Hợp tác giữa Hồng Kông và Mỹ |
| 2001 | Final Romance                 | Không    | Không    | Có                |                              |
| 2002 | If U Care...                  | Không    | Không    | Có                |                              |
| 2003 | Song hùng                     | Có       | Không    | Có                |                              |
| 2004 | Tân câu chuyện cảnh sát       | Có       | Không    | Có                |                              |
| 2005 | Thiện ác đối đầu              | Có       | Không    | Có                |                              |
| 2006 | Kế hoạch Baby                 | Có       | Có       | Có                |                              |
| 2007 | Bản sắc anh hùng              | Có       | Có       | Có                |                              |
| 2008 | Xin đừng gác máy              | Có       | Có       | Có                |                              |
| 2010 | Toàn thành giới bị            | Có       | Có       | Có                |                              |
| 2011 | Tân Thiếu Lâm tự              | Có       | Không    | Có                |                              |
| 2013 | Cuộc chiến á phiện            | Có       | Có       | Có                |                              |
| 2015 | Cô hiệu trưởng của năm đứa bé | Không    | Không    | Có                |                              |
| 2016 | Huyết chiến                   | Có       | Có       | Có                |                              |
| 2017 | Siêu mèo                      | Có       | Không    | Có                |                              |
| 2021 | Nộ hỏa                        | Có       | Có       | Có                |                              |

### Phim truyền hình
- Tuyết sơn phi hồ (1985)
- Tinh Võ Môn (1995)

## Giải thưởng và đề cử
| Năm  | Tác phẩm                      | Giải thưởng                                                         | Hạng mục               | Kết quả   |
| ---- | ----------------------------- | ------------------------------------------------------------------- | ---------------------- | --------- |
| 1996 | Đội xung phong                | Giải thưởng điện ảnh Hồng Kông lần thứ 16                           | Đạo diễn xuất sắc nhất | Đề cử     |
| 1996 | Đội xung phong                | Giải thưởng điện ảnh Hồng Kông lần thứ 16                           | Phim hay nhất          | Đề cử     |
| 2004 | Song hùng                     | Giải thưởng điện ảnh Hồng Kông lần thứ 23                           | Đạo diễn xuất sắc nhất | Đề cử     |
| 2005 | Tân câu chuyện cảnh sát       | Giải thưởng điện ảnh Hồng Kông lần thứ 24                           | Đạo diễn xuất sắc nhất | Đề cử     |
| 2005 | Tân câu chuyện cảnh sát       | Giải thưởng điện ảnh Hồng Kông lần thứ 24                           | Phim hay nhất          | Đề cử     |
| 2005 | Tân câu chuyện cảnh sát       | Giải Kim Kê lần thứ 25                                              | Phim hay nhất          | Đề cử     |
| 2005 | Tân câu chuyện cảnh sát       | Giải Bách Hoa lần thứ 28                                            | Phim hay nhất          | Đề cử     |
| 2009 | Xin đừng gác máy              | Giải thưởng điện ảnh Hồng Kông lần thứ 28                           | Đạo diễn xuất sắc nhất | Đề cử     |
| 2014 | Cuộc chiến á phiện            | Giải thưởng điện ảnh Hồng Kông lần thứ 33                           | Đạo diễn xuất sắc nhất | Đề cử     |
| 2014 | Cuộc chiến á phiện            | Giải thưởng điện ảnh Hồng Kông lần thứ 33                           | Phim hay nhất          | Đề cử     |
| 2016 | Cô hiệu trưởng của năm đứa bé | Giải thưởng điện ảnh Hồng Kông lần thứ 35                           | Phim hay nhất          | Đề cử     |
| 2021 | Nộ hỏa                        | Liên hoan phim quốc tế Ma Cao lần thứ 13                            | Đạo diễn xuất sắc nhất | Đoạt giải |
| 2021 | Nộ hỏa                        | Liên hoan phim quốc tế Ma Cao lần thứ 13                            | Phim hay nhất          | Đề cử     |
| 2021 | Nộ hỏa                        | Giải thưởng Hiệp hội các nhà phê bình điện ảnh Hồng Kông lần thứ 28 | Đạo diễn xuất sắc nhất | Đoạt giải |
| 2021 | Nộ hỏa                        | Giải thưởng Hiệp hội các nhà phê bình điện ảnh Hồng Kông lần thứ 28 | Phim hay nhất          | Đoạt giải |
| 2021 | Nộ hỏa                        | Giải thưởng Hiệp hội đạo diễn điện ảnh Hồng Kông 2021               | Phim hay nhất          | Đoạt giải |
| 2021 | Nộ hỏa                        | Giải thưởng Hiệp hội đạo diễn điện ảnh Hồng Kông 2021               | Đạo diễn xuất sắc nhất | Đề cử     |
| 2021 | Nộ hỏa                        | Giải thưởng Hiệp hội các nhà biên kịch phim Hồng Kông 2021          | Kịch bản hay nhất      | Đoạt giải |
| 2022 | Nộ hỏa                        | Giải thưởng điện ảnh Hồng Kông lần thứ 40                           | Đạo diễn xuất sắc nhất | Đoạt giải |
| 2022 | Nộ hỏa                        | Giải thưởng điện ảnh Hồng Kông lần thứ 40                           | Phim hay nhất          | Đoạt giải |